# Yacoub Meité
Yacoub Meité (Parigi, 10 febbraio 1990) è un calciatore ivoriano con cittadinanza francese, centrocampista del Martigny.

## Carriera

### Club
Nella stagione 2010-2011 inizia la propria carriera professionistica nel Sion, squadra della prima divisione svizzera; l'anno seguente si trasferisce al Tours, con cui ottiene un sesto posto in Ligue 2, seconda divisione del campionato francese. Dopo due stagioni consecutive al Tours, in cui gioca complessivamente 15 partite senza mai segnare, passa al Cannes, in CFA, la quarta serie francese. Dopo una stagione da 18 presenze senza reti passa al Losanna in Challenge League, la seconda serie svizzera; termina la stagione 2014-2015 con 17 presenze senza reti, per poi accasarsi al Le Mont (squadra della medesima categoria) per la stagione 2015-2016. Passa poi al Martigny, club della quarta divisione svizzera.

### Nazionale
Ha giocato 7 partite con la nazionale Under-23, partecipando anche al campionato africano di categoria nel 2011, nel quale la sua nazionale è stata eliminata al termine della fase a gironi; complessivamente ha giocato 6 partite con l'Under-20 e 3 partite con l'Under-23.

## Palmarès

### Club

#### Competizioni nazionali
- Coppa Svizzera: 1

Sion: 2010-2011